# Ctnostná společnost
Ctnostná společnost (německy Tugendliche Gesellschaft) byl vznešený dámský spolek, ženský protějšek Plodonosné společnosti (něm. Fruchtbringende Gesellschaft) založené v roce 1617. 

## Historie
Spolek založila dne 5. září 1619 Anna Žofie Anhaltská spolu s dalšími kněžnami a hraběnkami na zámku Rudolstadt a byla vyhrazena pouze ženám. Dalšími zakládajícími členkami byly Alžběta Juliana Schwarzbursko-Rudolstadtská a její mladší sestry Žofie VI., Anna Sybilla a Dorotea Zuzana.